# Alexander Smith (Leichtathlet)
Alexander David „Alex“ Smith (* 6. März 1988 in Kingston upon Hull) ist ein britischer Hammerwerfer.
2010 gewann er für England startend Silber bei den Commonwealth Games in Neu-Delhi. Bei den Olympischen Spielen 2012 in London wurde er Zwölfter.
2014 wurde er Vierter bei den Commonwealth Games in Glasgow.
Viermal wurde er Britischer Meister (2009–2012) und einmal Englischer Meister (2011). Seine persönliche Bestleistung von 75,63 m stellte er am 3. März 2012 in Loughborough auf.
Sein Vater Dave Smith war ebenfalls als Hammerwerfer erfolgreich.